# 2019年の教育
2019年の教育（2019ねんのきょういく）では、2019年（平成31年/令和元年）の教育分野に関する出来事についてまとめる。
2018年の教育-2019年の教育-2020年の教育

## できごと

### 1月
- 19日-20日 - 大学入試センター試験[1]。
- 25日（逮捕日） - 野田小4女児虐待事件

### 2月
- 6日 - 第198回国会で安倍晋三首相は参院予算委員会で「児童虐待根絶」に総力挙げると発表[2]。

### 3月
- 15日 - 悠仁親王がお茶の水女子大学附属小学校卒業[3]。

### 4月
- 悠仁親王がお茶の水女子大学附属中学校に進学[4]。
- 大阪府教育庁が、府内の公立小中学校に通う児童・生徒について、スマートフォンや携帯電話の校内への持ち込みを認める。持ち込みの許可は各市長村の判断に委ねるとのこと[5]。

### 5月
- 5月21日（逮捕日） -  宮城県警泉署は子供に鷲掴み等で傷害したとして、父親を逮捕[6]。

### 8月
- 8月16日～8月25日 - 悠仁親王が初めての海外訪問でブータンに渡航[7]。